# Ralph Manno
Ralph Manno (* 1964 in Brühl) ist ein deutscher Klarinettist der klassischen Musikszene und Hochschullehrer.

## Leben und Wirken
Er wurde von der Studienstiftung des deutschen Volkes und von der Herbert-von-Karajan-Akademie der Berliner Philharmoniker gefördert. Bereits mit 23 Jahren war Ralph Manno Solo-Klarinettist beim WDR Köln. Zwei Jahre später holte ihn Sergiu Celibidache zu den Münchner Philharmonikern.
Mit nur 29 Jahren wurde Ralph Manno 1993 als Professor an die 
Hochschule für Musik in Köln berufen. Er gibt Meisterkurse in den USA, Japan, Südamerika, Australien und Europa. Als Solist und als Kammermusiker ist er ein begehrter Gast auf allen großen Konzertpodien und den Festivals in der Welt.
Ralph Manno engagiert sich stark für die zeitgenössische Musik. Er musizierte mit Pierre Boulez, Luciano Berio und Krzysztof Penderecki und regte viele Komponisten zu Neukompositionen für Klarinette an. Er ist künstlerischer Leiter des Internationalen Musikfestivals Konturen und Kurator in verschiedenen Kammermusikkonzertreihen in Deutschland.

## Auszeichnungen
- 2016 Kulturpreis des Rhein-Erft-Kreises[1]